# 映画 ふたりはプリキュア Max Heart
『映画 ふたりはプリキュア Max Heart』（えいが ふたりはプリキュア マックスハート）は、2005年4月16日に公開された、『ふたりはプリキュア Max Heart』の劇場アニメーション作品である。

## 概要
プリキュアのスクリーンデビュー作品。初回の興行成績は4位、興行収入8億5000万円、観客動員数76万5000人。公開と同時期に、コミック版も刊行された。
ゲスト声優として、希望の園の女王役として工藤静香が参加し、エンディング曲も担当している。また女王に仕える妖精騎士団の一人・ハート役で、当時朝日放送アナウンサーの赤江珠緒が参加。
正式なタイトルは『映画 ふたりはプリキュア Max Heart』だが、OPタイトル部には『映画』の文字はない。

## ストーリー
ある日、謎の影がプリキュア達を襲ってきた。プリキュア達はなんとか退けるが、実は影の正体は「希望の園」からやってきた7人の精霊であった。
彼らの本当の目的は、闇の世界の魔女から「希望の園」の力の源であるダイヤモンドラインを守るため、力を持つ者を探し出すことだった。
プリキュアとルミナスは希望の園の7人の戦士たちとともに希望の園へと旅立つ。希望の園でプリキュア達は舞踏会パーティに招かれ、メップル達もその優雅な一時を楽しむことに。
そこへ、ドツクゾーンの一人である闇の世界の魔女が現れ、ダイヤモンドラインを奪ってしまう。希望の園の危機から救うため、プリキュア達は闇の世界の魔女に立ち向かう。

## 登場人物

### 本編からの登場人物
美墨 なぎさ（みすみ なぎさ） / キュアブラック
声 - 本名陽子
キュアブラックに変身する中学3年生。
「希望の園」の舞踏会ではチャイナドレスを着用した。
スクエアに1人で戦えないことを否定され、激怒してしまう。
雪城 ほのか（ゆきしろ ほのか） / キュアホワイト
声 - ゆかな
キュアホワイトに変身する中学3年生。
「希望の園」の舞踏会では純白のドレスを着用した。
そっけないスクエアのことを気にかけている。
九条 ひかり（くじょう ひかり） / シャイニールミナス
声 - 田中理恵
シャイニールミナスに変身する中学1年生。
「TAKO CAFE」の手伝いを抜けだしてきたことを気に病む。
「希望の園」の舞踏会では薄いレモン色のドレスを着用した。
メップル
声 - 関智一
ミップル
声 - 矢島晶子
ハートフルコミューンに変身し、なぎさとほのかにプリキュアに変身する力を与えるパートナー。
ポルン
声 - 池澤春菜
タッチコミューンに変身し、ひかりにルミナスへ変身する力を与えるパートナー。
藤田 アカネ（ふじた アカネ）
声 - 藤田美歌子
ひかりが手伝っているTAKO CAFEの経営者。
雪城 さなえ（ゆきしろ さなえ）
声 - 野沢雅子
ほのかの祖母。ほのかに家のことを頼んで外出する。
藤村 省吾（ふじむら しょうご）
声 - 岸尾大輔
木俣（きまた）
声 - 加藤木賢志
練習試合へ向かう途中、TAKO CAFEに通りかかる。

### 希望の園の住人
女王（じょおう）
声 - 工藤静香
「希望の園」を統べる女王で、国を支える力の源「ダイヤモンドライン」を守護している。
魔女がダイヤモンドラインを狙っていることを知り、伝説の戦士プリキュアに助けを求め、7人の妖精騎士団を虹の園へ向かわせた。
王子（おうじ）
声 - 岸尾大輔
髪が長い以外、外見が藤村に酷似している「希望の園」の王子。
希望の園のことを大切に思う気持ちは強いが、藤村とは似ても似つかない臆病で頼りない性格。
執事（しつじ）
声 - 園部啓一
羊に似た姿をしている、女王の側近。

#### 妖精騎士団
ラウンド
声 - 野沢雅子
妖精騎士のリーダー。赤いカエルのような姿をしている。
闇の魔女が「希望の園」のダイヤモンドラインを狙っていることを知った女王の名を受け、伝説の戦士プリキュアに助けを求めるべく、仲間とともに「虹の園」に赴いた。
最初はプリキュアの実力を試すため襲撃をかけるが即座に降参し、事情を話してなぎさ達を希望の園へと誘った。
リーダーだけに礼儀正しく、プリキュアへの協力を惜しまない。
スクエア
声 - 松岡洋子
顔の長い青いカエルのような姿。誇り高い性格だが、他者と群れることを好まない。
「希望の園」は自分たちだけで守るべきだと考えており、妖精の中で唯一プリキュアたちを快く思っていなかった。
自分のことを気にかけてくれたほのかに心を少し開き、3人を少しずつ信頼するようになる。
性格上、人前で涙を見せるのを嫌がる。
マーキーズ
声 - 川田妙子
騎士団の中では最も小柄で、マスコット的存在。
薄桃色のカエルのような姿で、語尾に｢でございまちゅ｣とつけて話すなど、行動や言動が幼く、ポルンと仲良くなる。
オーバル
声 - 野田順子
大柄な体型の黄色いカエルのような姿をしている。大阪弁で話す。
トリリアント
声 - 菊池こころ
眼鏡をかけた紫のカエルの姿をしている。
外見通り学者らしい性格で、博学であるため騎士団の参謀格的存在。
ペア
声 - 中山さら
緑色のカエルの姿をしている。眠たそうな目が特徴。
ハート
声 - 赤江珠緒（朝日放送アナウンサー＝当時）
オレンジ色のカエルの姿をしている。顔が横長なのが特徴。
なお、これらの名前は全てダイヤモンドのカットの種類に由来する。

### 本作の敵
魔女（まじょ）
声 - 勝生真沙子
ドツクゾーンの魔女。初老の女の姿をしており、ヤシの木のような髪型が特徴。一人称は「あたし」。
赤色の羽型のマフラーとマントを身にまとい、イヤリングや指輪をつけている。また、水晶を携帯している。
「希望の園」を襲撃して「ダイヤモンドライン」を強奪し、ジャアクキングの復活を目論んでいる。
性格は冷酷極まりなく、友情や奇跡などを否定する。また、自分以外の者は利用するだけの存在と考えている。
普段は「船の墓場」という空間に住んでおり、移動の際は幽霊船を使用する。
拳から光弾を放ったり、突風を発生させる強力な能力を持つ。「プリキュア・マーブル・スクリュー・マックス」が通用しない相手で、接近戦ではプリキュアに匹敵する。また、杖を武器にすることもある。
物語終盤では、幾度も立ち上がるプリキュアたちに憤慨して最終形態へとなるが、「お守り水晶」の力でパワーアップしたプリキュアたちに反撃され、先の戦闘でキュアブラックから打撃を受けた腹部が弱点となり、そこに「プリキュア・エキストリーム・ルミナリオ」(強化版)を受けて滅び去った。
のちの『映画 プリキュアオールスターズDX3 未来にとどけ! 世界をつなぐ☆虹色の花』にて、ブラックホールの力によって復活を果たして再登場する。
最終形態
翼の生えた巨大な悪魔のような姿に変貌し、髪型は尖っている。また、全身紫色になる。
戦闘能力は格段に高くなり、手からは強力な光線を放つことができるはずである

#### 怪物
ザケンナー
声 - 滝知史
巨大なコウモリのザケンナー。複数存在するタイプであり、ボスのみ額に黄色い髪をもつ。
魔女の手下として、プリキュアの行く手を阻む。

## 黄金の使者
名称はDVDのチャプターより。希望の園の7人の妖精から託されたお守りの力で一時的にプリキュアとルミナスがパワーアップした姿。コスチュームが金色に変化し、それぞれ胸の宝石がダイヤモンドのような輝きへと変わる。空中を自在に飛行することも可能になる。
必殺技
エキストリーム・ルミナリオ
黄金の使者となった状態で放たれた三人の必殺技。

## 映像ソフト化
本篇のDVDは2005年8月18日、ブルーレイは公開から10年にあたる2015年3月18日に発売された。なお、ブルーレイ版には特典として、名場面ビジュアルシートセットと復刻映画ポスターシート、新作ミニオーディオドラマ及び完成披露試写会舞台挨拶が収録されている。

## 主題歌
オープニングテーマ「DANZEN! ふたりはプリキュア（Ver. Max Heart）」
作詞：青木久美子、作曲：小杉保夫、編曲：佐藤直紀、歌：五條真由美
挿入歌「希望の涙〜Tears for tomorrow〜」
作詞：六ツ見純代、作曲：浅田直、編曲：加藤みちあき、歌：五條真由美、コーラス：河井英里
エンディングテーマ「心のチカラ」
作詞：前田たかひろ、作曲・編曲：h-wonder、歌：工藤静香

## 作中用語
希望の園
宇宙に浮かぶ希望の世界。ダイヤモンド型の星であり、あらゆる所にダイヤモンドがある。未来に希望のエネルギーを与える「ダイヤモンドライン」を、中央にある宮殿に保管している。ダイヤモンドラインを奪われると、すべての世界が滅ぶ。年に一度、希望の園の女王がダイヤモンドラインを身につける日があり、「希望の泉」を通して、すべての世界に希望を送る式典がある。人間に酷似している者や、動物のような姿をした者たちが住んでいる。
ダイヤモンドライン
ダイヤのネックレスのような姿をした宝物で、「未来へと続く希望のエネルギー」を送り続けているという。一部分が欠けただけでもその力は失われてしまう。普段は希望の園の宮殿にある、金色のカエルの像の中に入っている。

## スタッフ
- 製作：高橋浩（東映アニメーション）、岡田裕介（東映）、竹内淳（バンダイ）、永井秀之（アサツー ディ・ケィ）、西村嘉郎（朝日放送）、中山晴喜（マーベラスエンターテイメント）
- プロデューサー：清水慎治
- 脚本：羽原大介
- 音楽：佐藤直紀
- 製作担当 - 坂井和男
- 編集：麻生芳弘
- 録音：川崎公敬
- 音響効果：石野貴久（サウンドリング）
- キャラクターデザイン：稲上晃、爲我井克美
- 作画監督：爲我井克美、青山充
- 美術監督：行信三
- 製作：映画ふたりはプリキュアM製作委員会（東映アニメーション、東映、バンダイ、アサツー ディ・ケイ、朝日放送、マーベラスエンターテイメント）
- 監督：志水淳児

## ネット配信
- 2019新型コロナウイルスの影響で公開延期となった最新作『映画 プリキュアミラクルリープ みんなとの不思議な1日』の公開日が2020年5月16日に一旦決定した[注釈 2]のに伴い、当初の予定日である同年3月20日からYouTube「プリキュア公式YouTubeチャンネル」より、『プリキュアミラクルリープ』公開まで週3本プリキュア映画を期間限定無料配信することになり、まず本作と、『映画MH2』・『映画 ふたりはプリキュア Splash Star チクタク危機一髪!』の計3作が2020年3月20日18時15分から同年同月27日17時59分まで期間限定無料配信された。

## 備考
- 本作に登場した「妖精騎士団」たちは、のちのクロスオーバー映画で台詞無しのモブキャラクターとして登場している[注釈 3]。なお、次作『映画 MH2』以降の映画に登場するキャラクターたちも同様である。